# Region der südwestäthiopischen Völker
Die Region der südwestäthiopischen Völker (amharisch የደቡብ ምዕራብ ኢትዮጵያ ህዝቦች ክልላዊ መንግስት yä-Däbub Mǝʿǝrab Ityop̣p̣ǝya Həzbočč Kǝllǝlawi Mängǝst, englisch South West Ethiopia Peoples' Regional State) ist eine Verwaltungsregion in Äthiopien, die am 23. November 2021 nach einem Referendum entstanden ist. Ihre Hauptstadt ist Bonga, ihre Arbeitssprache Amharisch.

## Geografie
Die Region grenzt im Nordwesten an die Region Gambela, im Norden an Oromia, im Osten an die Region der südlichen Nationen, Nationalitäten und Völker, im Süden an das umstrittene Ilemi-Dreieck und im Südwesten an den Südsudan.
Größter und wichtigster Fluss ist der Omo, der den Großteil der Grenze zur Region der südlichen Nationen, Nationalitäten und Völker bildet. Dort liegt auch der Omo-Nationalpark, Äthiopiens ältester Nationalpark.

## Geschichte
Das Gebiet entstand 1992 als Region 11 aus der ehemaligen Provinz Kaffa und gehörte von 1995 bis 2021 zur Region der südlichen Nationen, Nationalitäten und Völker. Am 30. September 2019 fand eine Volksabstimmung über die Gründung einer eigenständigen Region innerhalb der Bundesrepublik Äthiopien statt, die mit 96,7 % der abgegebenen Stimmen angenommen wurde. Am 23. November 2021 entstand daraufhin die Region.

## Administrative Gliederung
Die Region der südwestäthiopischen Völker ist in die fünf Zonen Bench Maji, Dawro, Keffa, Sheka und Mirab Omo (West-Omo) sowie die Spezial-Woreda Konta unterteilt.

## Nachweise
1. 1 2  Ethiopia gets eleventh state with more than 96% approval for South West referendum, addisstandard.com vom 9. Oktober 2021, abgerufen am 13. Dezember 2021
2. 1 2 3  South West Ethiopia Peoples Region Officially Established, www.msn.com vom 23. November 2021, abgerufen am 13. Dezember 2021